# 陳覺 (五代十國)
陳覺（？—959年）是中国五代十国时期吴和南唐官員。他被认为是宋齊丘的黨羽，在宋失勢后，陈被流放并杀害。

## 吴期間
陳覺来自海陵。932年，吴摄政徐知誥在金陵建立禮賢院，並經常在此與陈和孙晟談論時事。
934年，徐知誥把在吴都江都的大儿子徐景通召回到自己身邊，並派二儿子徐景遷到江都代替徐景通监督吴國國政。935年，徐知誥讓尚書郎陳覺前去輔佐徐景遷。然而，徐景遷于936年病倒，由其弟弟徐景遂代替。此后，陈又回到了徐知誥那里。

## 南唐时期

### 李昪時期
937年，徐知誥让吴皇帝楊溥禪位給自己，終結吳統治，並自稱唐朝宗室，更名李昪，國號亦更名為唐（南唐）。當時陳覺為光政副使、太僕少卿。940年，陳覺陪同李昪（徐知誥）訪問江都。由於泰州刺史禇仁規曾鞭打過陳覺哥哥，陳覺對其懷恨在心。陈覺借此訪問江都机会指责禇仁規為政貪腐和殘暴。李昪相信陳的指控，将禇貶職。後來禇为自己辩护，李昪派陳覺裁定此事，禇開始擔心會被逼承認罪行，最終禇被勒令自杀。941年陳覺轉任宣徽副使。
943年，陈与宋齊丘和冯延巳勾結，由於他們認定李昪長子李璟未來即位可能性很高，開始对李璟施加影响，并设法排擠不与他们合作的人。對此常夢錫和蕭儼都向李昪上書，指控陈覺滥用职权。虽然李昪相信一些指控是真实的，但他没有对陳覺等人采取行动。後來李昪吃了炼金术士的药而中毒身亡。李昪在去世前一段時間開始脾氣古怪，經常懲罰身邊人，陳覺見狀便稱病在家。李璟继位为皇帝后，陈立即恢復上朝，蕭儼不爽，向李璟上书，要求其处罚陳覺。李璟拒絕。

### 李璟時期
李璟继位后，复用宋齐丘为宰相。宋齐丘提拔陈觉、魏岑。由于宋齊丘和李璟都认为陈覺很有才华，因此陳覺權力不斷增加。陳覺与冯延巳、冯延鲁、魏岑和查文徽相互勾結，批评者将他们称为“五鬼”。常梦锡屡次称五人不可用，李璟不纳。十二月，李璟下令中外政务委托弟弟齐王李景遂参决，只有陈觉、查文徽能奏事，群臣非召见不得入。萧俨上疏切谏，李璟不回复。侍卫军都虞候贾崇当面哭着劝谏，李璟才收回成命。然而不久之后，魏和查就升为枢密副使，而陈的母亲恰巧在那段时间去世，迫使他回家守孝。魏与陈觉有隙，趁機宣扬陈的过失，试图阻止陈重新回朝执政，陈觉被贬为少府监。在陈失去权力之后，宋齊丘与周宗的斗争中失去了权力并退休。

#### 福州之戰
闽的最后一位皇帝王延政于945年向南唐投降，查文徽率领的南唐军也攻占了闽的都城建州。但前闽領土福州並未歸服。946年，當時鎮守福州的李仁達表面臣服南唐實際上卻是獨立狀態。查文徽、陈觉主张进攻福州，但李璟却犹豫不决。那一年陳覺又復出出任枢密使。陈表示願意前往福州说服李仁達入朝，復出的宋齊丘也支持陳這一舉動。李璟下令賞賜李仁達的母亲和妻子國夫人头衔，并给李的四个弟弟更高的职位，然后派遣陈为宣谕使前往福州试图说服李仁達交出领土。但是李仁達意识到了陈覺來福州的目的，陳覺在福州時被李仁達非常傲慢地對待。陈在离开福州之前都不敢提起让李仁達入朝的事情。
由于失败而感到尴尬，在返回金陵的途中，陈在到达剑州时改变了主意，聲稱被李璟授權，讓汀州、撫州、信州的軍隊聽命於建州監軍使冯延鲁指揮，並讓冯延鲁進攻福州，安抚漳、泉的魏岑闻讯也擅自发兵与陈觉会合，但被李仁達击退。李璟对陳伪造命令感到愤怒，但其他官员卻支持陳這一行為。李璟於是以永安節度使王崇文為東南面都招討使，信州刺史王建封为副使，以漳泉安撫使、諫議大夫魏岑為東面監軍使，冯延魯為南面監軍使，陈觉亦为监军使，進攻福州。
南唐軍隊包圍福州，此時吴越出兵协助李仁達。然而進攻陷入了停顿，因为魏、冯和陈都互相不服氣，而王建封和泉州刺史留從效也不聽從王崇文指揮。947年，在吳越将军余安的指挥下，又一支吳越船隊抵达支援李仁達，但由于陸上南唐弓箭手的防守，吳越士兵无法登陆。冯认为，即使吴越军队登陆，他也能击溃吳越軍隊，因此决定停止弓箭手還擊。吴越士兵登陸後，與南唐軍隊進行激烈戰鬥，冯被迫逃跑。駐扎在福州南面的南唐軍隊開始惊慌失措並且潰不成軍。吳越兵乘勝追擊，王崇文被迫亲自斷後，吳越才停止追擊。驻扎在福州的东南部的王建封也决定撤军，駐扎福州北面的南唐军也撤军。而先前逃跑的冯试图用剑自杀，但被他的下属阻止。此次福州包圍戰最终的结果是2万余名南唐軍人死亡，并消耗國家大量资金。
李璟将失败归咎于陈和冯延鲁的未经授权擅自行動，遣使者将他们锁至金陵，并考慮處決陈和冯，同時饒恕了其他将领。韩熙载、徐铉上疏请求法办二人，反陳官員江文蔚也在此時上書，要求对冯延巳和魏岑也要进行惩罚。陈和冯延鲁回到金陵后，宋齊丘上書，對自己推荐陈感到自責，宰相冯延巳也为二人开解。最終陈和冯延鲁遭到流放，陈被流放到蕲州。

#### 与后周的战争
然而一年后，陈覺被召回朝，恢復了其樞密使職務。其副手李徵古也與其勾結。
956年，南唐一直深陷與後周战争之中。由于後周军重創南唐军，李璟先后派出了两个代表团，第一个代表团由钟谟和李德明率领，另一個代表團由孙晟和王崇質率领。他們到后周皇帝郭榮的营地，提出以下条件：1）李璟将不再声称自己是皇帝，2）南唐将割让六个州：壽州,、濠州、泗州、楚州、光州和海州。但是，郭榮对这个條件不满意，他想要南唐长江以北的所有土地。李德明要求返回南唐，试图说服李璟割让长江以北的所有土地，郭同意，将他和王崇質送回南唐。然而，在李德明返回南唐后，他关于后周军事实力的匯報使李璟不悦。宋齊丘也認為，割让土地無濟於事。陈和李徵古早就不喜欢李德明和孙晟，便藉機讓王崇質作出与李德明矛盾的匯報。陈和李徵古之後指责李德明出卖國家。李璟則相信陳覺等人，最終处决了李德明。
随着李德明被处决，李璟发起了一次重大反攻，這次反攻名义上由他的兄弟李景达指挥，但實際則由陳覺指揮。南唐將領朱元成功夺回后周占领的一些南唐故土。956年秋天，李景达的军队來到濠州。但是在李景达和陈覺有五万士兵的前提下，陳覺卻没有试图解除後周对壽州的包围。由於陳覺下屬非常害怕他，以至于他们都不敢提出意見。
957年春季，陈和朱元之间又发生了频繁的冲突，因为对后周作戰的胜利而自大的朱抗拒了李景达（陳覺）發出的命令。陈因此向李璟上書稱朱元是原后汉叛将河中节度使李守贞的门客，反覆难信，不应允许朱元继续指挥军队。李璟派杨守忠接替朱元，陈将朱召集到濠州，試圖解除朱元指挥权。但是朱与他的军队卻愤然叛逃到了后周。郭榮随后击败并俘虏了杨守忠、許文稹和边镐。李景达的军队也土崩瓦解，他和陈逃回金陵。在清淮军节度使刘仁赡身患重病之后，寿州的驻军最終向後周投降。
958年春季，后周军开始向长江推進，郭榮进军到迎鑾（今江苏扬州 ），李璟担心他们会繼續向南推进。因此，他派陈覺率代表团前往後周，上贡罗縠紬绢三千匹、乳茶三千斤及香药犀象等，并提出願意作為後周附庸國及退位给太子李弘冀。当陈本人到后周行在目睹后周的楼船战棹已停泊于江岸时，他以为这些是从天而降的，愕然大骇。见驾后，他要求允许他派一名副手回金陵，以说服李璟割让仍由南唐统治的长江以北四个剩余的州：廬州、舒州、蘄州、黃州。郭荣表示同意，而陈则派官员刘承遇回到金陵。李璟随后又将刘派回到郭荣的营地，同意陳覺提出的要求。郭荣随后允许陈回到南唐，并让他向李璟表达李璟不需要退位。

#### 失勢与死亡
此後，李璟自貶為國主，天子儀制皆降損，不再保留皇帝頭銜，并停止使用自己的年号，并为了避讳后周先帝改名李景。他还降低了南唐官员的官階。在此过程中，陈觉由樞密使被貶為兵部侍郎。
此時的李景处于沮丧状态。宋齊丘的黨羽们开始主张他退位，让宋摄政。李景对此表示不满，但对外没有公開反对。同时，鍾謨从后周返回，与李德明有着深厚友谊的他痛恨宋党在李德明的死中所起的作用。他指责宋计划篡位，陈和李徵古也是宋的黨羽。陳覺返回南唐後，由於一向与严续不友好，陈詐稱郭荣曾表示因為聽說南唐抵抗後周是严续的主意，要求李景處死严续。知道陈与严之间有敌意的李景並不完全相信陳的話，並决定派鍾謨前往后周向郭荣求证。钟返回后，說郭荣没有提出過这样的要求，李景再次派钟前往後周，要求獲得授权處死宋及其黨羽。郭荣认为这是南唐的内部事务，拒绝回应。
959年左右，李景开始行動清除宋齊丘黨羽。 他发布了一项命令，宣布宋党的罪行，並下令宋退休，貶陳為国子博士，但流放宣州，并责令李徵古自杀。在陈去宣州的途中，李景派了一个使者在饶州将他处决，并杀宋齐丘，并派钟谟奏明后周。

## 作品
- 《显密圆通成佛心要集序》